# Nikolaï Staskov
Nikolaï Viktorovitch Staskov (russe : Николай Викторович Стаськов), né le 28 août 1951 dans le village de Bouda dans l'oblast de Smolensk, (RSFSR) est un chef militaire russe, chef d'état-major et premier commandant adjoint des forces aéroportées de la fédération de Russie (de 1998 à 2005), lieutenant général et docteur ès sciences (2005). Depuis 2016, il est secrétaire d'État, vice-président du DOSAAF de Russie.